# Jadakiss
Дже́йсон Те́рренс Фи́ллипс (англ. Jason Terrance Phillips; род. 27 мая 1975 года, Йонкерс, Нью-Йорк, США), известный под сценическим именем Дже́йдакисс (англ. Jadakiss) — американский рэпер известный тем, что является участником хип-хоп-группы Восточного побережья The Lox, а также своей сольной работой. Вместе с другими участниками The Lox основал лейбл D-Block Records. Jadakiss выпустил пять студийных альбомов.

## Ранняя жизнь
Jadakiss родился 27 мая 1975 года в Йонкерсе (Нью-Йорк), и с ранних лет интересовался хип-хопом. В 12 лет он начал продавать наркотики после того, как родители сказали ему, что бы он зарабатывал свои собственные деньги. Однако вскоре он прекратил продавать наркотики и вместо этого начал заниматься фристайл-рэпом за деньги, наблюдая, как другие делают это на углу улицы. У Jadakiss быстро сформировалась небольшая фан-база и в возрасте 12 лет он принял участие в соревнованиях по фристайлу во Флориде, где привлёк внимание владельцев Ruff Ryders Entertainment. Вместе с своими давними друзьями Sheek Louch и Styles P он создал группу The Warlocks, и трио начало выступать вместе. Позже они встретили Мэри-Джей Блайдж, которая, впечатлённая посылом их песен, передала их демо Puff Daddy, который подписал группу на свой лейбл Bad Boy Entertainment.

## Карьера

### 1994—2000 годы: группа The Lox
Подписав группу на Bad Boy, Puff Daddy сократил их название с The Warlocks до The Lox. Они впервые появились на LP Fuck What You Think группы Main Source в 1994 году на треке «Set it Off». Они писали и исполняли песни с другими музыкантами Bad Boy, включая Puff Daddy («It’s All About the Benjamins» и «I Got the Power»), Mase («24 Hrs. to Live»), Мэрайю Кэри («Honey»), Мэри-Джей Блайдж («Can’t Get You Off My Mind») и The Notorious B.I.G. («Last Day»). У группы установились тесные отношения с B.I.G., который взял под своё крыло Jadakiss. Первая хитовая песня The Lox под названием «We’ll Always Love Big Poppa» была данью The Notorious B.I.G. после его смерти в 1997 году. Она была использована в сингле Puff Daddy «I’ll Be Missing You», также посвящённом B.I.G. Сингл получил коммерческий успех, получив мультиплатиновый статус от RIAA.
В 1998 году The Lox выпустили свой дебютный студийный альбом Money, Power & Respect. Альбом имел как коммерческий, так и критический успех, достигнув 3-го места в Billboard 200 , 1-го в Top R&B/Hip-Hop Albums и стал платиновым. Несмотря на успешность альбома, The Lox были недовольны глянцевой, радиопостановочной продукцией Bad Boy Records, чувствуя, что это противоречит их мрачной уличной эстетике. После выхода их дебютного альбома группа покинула лейбл, чтобы подписать контракт с Ruff Ryders Entertainment, на котором они выпустили свой второй альбом We Are the Streets в 2000 году. Альбом снова стал успешным, достигнув 5-го места в Billboard 200 и 2-го в Top R&B/Hip-Hop Albums. В нём участвовали продюсеры Swizz Beatz и Timbaland.

### 2001—2007 годы: сольная карьера
Jadakiss начал сольную карьеру в 2001 году, а его дебютный альбом Kiss tha Game Goodbye был выпущен в августе на лейблах Ruff Ryders Entertainment и Interscope Records. В альбоме принимали участие популярные исполнители и продюсеры, такие как DJ Premier, The Alchemist, DMX, Eve, Snoop Dogg и Swizz Beatz. Он получил золотой сертификат RIAA и был куплен в количестве более 200 000 копий в течение первой недели. Несмотря на коммерческий успех, альбом получил отрицательный отклик от критиков, которые ругали альбом за то, что он вторичен и не вдохновляет. Jadakiss признал критику обоснованной, заявив, что альбом был сделан не по вдохновению, а по контрактным обязательствам перед «Bad Boy». В июне 2004 года Jadakiss выпустил второй студийный альбом Kiss of Death. В нём поучаствовали Snoop Dogg, Эминем, The Lox, Канье Уэст, Фаррелл Уильямс, Nate Dogg, DJ Quik и другие. Песня с этого альбома «Why» с участием Энтони Хэмилтона и спродюсированная Havoc из Mobb Deep стала одним из самых больших хитов года, породив ремикс с участием Styles P, Common и Nas. «Why» остаётся самым большим хитом Jadakiss, достигнув 11-го места в Billboard Hot 100. Эта песня также вызвала спор о строчке, в которой Jadakiss утверждает, что он считает, что Джордж Буш-младший спланировал террористические атаки 11 сентября. Ещё один сингл с альбома U Make Me Wanna с участием Мэрайи Кэри занял 21-е место в Billboard Hot 100. Альбом имел как коммерческий, так и критический успех, получив лучшие отзывы, чем предыдущий альбом, и дебютировав под номером 1 в Billboard 200 и Top R&B/Hip Hop Albums. В конце 2007 года Jadakiss подписал контракт с лейблом Jay-Z Roc-A-Fella Records.

### 2009—2015 годы: альбомыThe Last KissиTop 5 Dead or Alive
В 2009 году Jadakiss выпустил свой третий студийный альбом The Last Kiss. Первый сингл «By My Side» с участием Ne-Yo был выпущен в октябре 2008 года. Ещё два сингла «Can’t Stop Me» и «Death Wish» с участием Lil Wayne вышли в 2009 году. Сингл «Who’s Real» с участием Swizz Beatz и OJ da Juiceman был выпущен позже в том же году. В 2010 году Jadakiss покинул Roc-A-Fella Records. В 2011 году он появился на двух треках DJ Khaled, один из которых «It Ain’t Over Til It’s Over» с участием Мэри-Джей Блайдж и Fabolous, а второй — ремикс «Welcome to My Hood» с участием Ludacris, T-Pain, Busta Rhymes, Mavado, Twista, Birdman, Ace Hood, Fat Joe, Bun B, The Game и Waka Flocka Flame. 26 апреля 2012 года Jadakiss выпустил свой микстейп Consignment, спродюсированный DJ Drama.
4 июня 2013 года Jadakiss выпустил первый сингл «Big Boy Dialogue» с вокалом от The-Dream со своего предстоящего четвёртого студийного альбома Top 5 Dead or Alive. Альбом планировалось выпустить в сентябре или октябре 2013 года, но после большой задержки он был наконец выпущен 20 ноября 2015 года. В нём приняли участие Эйкон, Future, Jeezy, Lil Wayne, Ne-Yo, Nas, Nipsey Hussle, Styles P, Puff Daddy, Sheek Louch, Swizz Beatz, Wiz Khalifa и Young Buck, и был поддержан двумя синглами «Jason» с участием Swizz Beatz и «Ain’t Nothin New» с участием Ne-Yo и Nipsey Hussle. Альбом дебютировал под номером 4 в Billboard 200 и получил положительные отзывы критиков.

### 2016 — настоящее время: воссоединение The Lox и альбомFreddy vs. Jason
В 2016 году The Lox выпустили свой первый альбом за 16 лет под названием Filthy America… It’s Beautiful. Он достиг 42-го места в Billboard 200. В альбоме поучаствовали Fetty Wap, Mobb Deep и Gucci Mane.
29 февраля 2016 года Fabolous опубликовал в Instagram фотографию с Jadakiss с подписью «Freddy vs. Jason coming soon», намекая на выпуск совместного проекта и его название. 2 апреля 2016 года Fabolous и Jadakiss выпустили фристайл-версию песни Future «Wicked» с микстейпа Purple Reign, которая должна была войти в их будущий альбом, но не появилась в окончательном варианте. Они также заявили, что это будет не микстейп, а полноценный альбом. 31 октября 2017 года был выпущен первый и единственный сингл альбома «Stand Up» с участием Future. 21 ноября 2017 года было объявлено, что название альбома было изменено с Freddy vs. Jason на Friday on Elm Street. Альбом был выпущен 24 ноября 2017 года и в нём поучаствовали Future, Jeezy, Styles P, French Montana и Yo Gotti.
6 марта 2020 года Jadakiss выпустил пятый студийный альбом Ignatius. Он посвятил его своему другу и менеджеру Игнейшусу «Ice Pick Jay» Джексону, который умер от рака за 3 года до этого. В записи пластинки приняли участие Ty Dolla $ign, Emmany, Rick Ross, 2 Chainz, Pusha T и другие.

## Бизнес
Вместе с давним другом и деловым партнёром Джеем Джексоном Jadakiss создал онлайновый мультимедийный творческий коллектив SoRaspy, который также выступает в качестве головной компании для его деловых начинаний, которые включают онлайн-публикации, звукозаписывающую компанию, одежду и канал на YouTube.
Летом 2014 года Jadakiss и Styles P открыли соковый бар Juices for Life в родном Йонкерсе (Нью-Йорк). Вместе они открыли ещё два филиала в Бронксе и один в Бруклине.

## Личная жизнь

### Проблемы с законом
В июле 2004 года Jadakiss был арестован в Северной Каролине по обвинению в незаконном хранении марихуаны и оружия. Несколько месяцев спустя он достиг соглашения о признании вины по обвинению в преступлении и его обязали заплатить штраф в размере 900 долларов.
7 октября 2006 года Jadakiss был снова арестован в своём родном городе Йонкерсе (Нью-Йорк) по обвинению в хранении оружия и наркотиков. Представитель департамента полиции Йонкерса заявил, что Jadakiss был одним из четырёх человек, сидевших в Toyota Camry 2006 года выпуска, которая была припаркована возле пересечения Непперан-Авеню и улицы Вязов в Йонкерсе в субботу около 5 часов утра. Полицейские рассказали, что водитель транспортного средства вёл себя странно и что они почувствовали сильный запах марихуаны, приближаясь к машине. Внутри автомобиля полиция обнаружила револьвер 38 калибра, который, как сообщалось, был украден. По данным «Ассошиэйтед Пресс», оружие было заряжено. Все задержанные были обвинены в хранении украденного огнестрельного оружия. Jadakiss также был обвинён во владении марихуаной, небольшое количество которой было найдено у него. Водитель, Дарнелл Фрейзер, был обвинён в вождении под воздействием наркотиков. Двумя другими мужчинами в автомобиле были Бенджамин Локхарт и Кристиан Смит. Все они были отправлены в тюрьму округа Вестчестер и содержались там до вторника следующей недели, когда они предстали перед судом.

### Налёт на квартиру
Полиция арестовала двух мужчин по нескольким обвинениям в совершении уголовных преступлений после того, как они совершили налёт на квартиру Jadakiss в Йонкерсе и обнаружили там героин (5 граммов) и марихуану (6,5 фунтов). Jadakiss не присутствовал во время следствия и не разыскивался правоохранительными органами. Инцидент произошёл утром 24 августа 2009 года и начался, когда полицейские выявили присутствие марихуаны в автомобиле, которым управляли двое мужчин. По сообщениям, оба мужчины содержались под стражей в полиции и были обвинены в совершении уголовного преступления.

## Конфликты

### 50 Cent
В 2004 году Jadakiss и Fat Joe приняли участие в песне Ja Rule «New York». В этой песне Ja Rule обвиняет 50 Cent в том, что он стукач. В свою очередь, 50 Cent выпустил песню под названием «Piggy Bank», в которой он диссит Fat Joe и Jadakiss среди других. Это заставило Jadakiss выпустить несколько диссов на 50 Cent, включая «Checkmate», «Problem Child», «Shots Fired» и «I’m Sorry Ms. Jackson». 50 Cent вместе со своей командой G-Unit ответили песнями «I Run New York», «Window Shopper» и «Death Wish» Ллойда Бэнкса. Jadakiss бросил вызов 50 Cent на рэп-баттл на сцене в Мэдисон-Сквер-Гарден за 1 миллион долларов, но тот отказался. Позднее вражда была разрешена и 3 октября 2009 года Jadakiss и G-Unit выступили вместе на фестивале 50 Cent ThisIs50.

### Билл O’Райли
Jadakiss вызвал осуждение со стороны политического обозревателя Билла O’Райлли в 2004 году, который назвал его «торговцем клеветой» из-за текстов в его популярной песне «Why», В которой Jadakiss заявляет о своей вере в то, что Джордж Буш-младший координировал террористические атаки 11 сентября 2001 года.
Why do niggas push pounds of powder? Why did Bush knock down the towers?
Почему ниггеры толкают килограммы порошка? Почему Буш разрушил башни?
— Jadakiss, «Why»
В клипе на песню «Why» мужчина держит плакат с надписью «Buck Fush» (игра слов на «Fuck Bush»). О’Райлли занял позицию, согласно которой президенту должно быть разрешено судиться с Jadakiss за клевету. Этот трек был в конечном итоге запрещён на некоторых радиостанциях или воспроизводился с цензурой.

## Дискография
Студийные альбомы в составе группы The Lox
- Money, Power & Respect (1998)
- We Are the Streets (2000)
- Filthy America… It’s Beautiful (2016)

Сольные студийные альбомы
- Kiss tha Game Goodbye (2001)
- Kiss of Death (2004)
- The Last Kiss (2009)
- Top 5 Dead or Alive (2015)
- Ignatius (2020)

Совместные альбомы
- Friday on Elm Street (совместно с Fabolous) (2017)